# Andrea Costantini
Andrea Costantini (Roma, 11 gennaio 1966) è un regista, sceneggiatore e produttore cinematografico italiano.

## Biografia
Inizia la sua carriera nella produzione, lavorando alla realizzazione di lungometraggi e fiction televisive collaborando con molti registi italiani e stranieri. In seguito fonda la sua casa di produzione con cui produce e co-produce diversi film per Rai Cinema. 
Successivamente si dedica alla regia, realizzando fiction per Rai Uno, film per il cinema e cortometraggi.

## Filmografia

### Regista

#### Cinema
- Dentro la città (2004)
- L'ultima volta - cortometraggio (2009)
- Detenuto senza colpa - cortometraggio (2015)
- Uccisa in attesa di giudizio - cortometraggio (2017)

#### Televisione
- Gente di mare  - serie TV (25 episodi) (2007)
- Rex - serie TV (16 episodi) (2011-2013)

### Produttore

#### Cinema
- Una talpa al bioparco, regia di Fulvio Ottaviano (2004)
- Dentro la città, regia di Andrea Costantini (2004)
- Anche libero va bene, regia di Kim Rossi Stuart (2006)
- Cardiofitness, regia di Fabio Tagliavia (2007)
- Piano, solo, regia di Riccardo Milani (2007)
- Lezioni di cioccolato, regia di Claudio Cupellini (2007)
- La casa sulle nuvole, regia di Claudio Giovannesi (2009)

### Direttore di produzione

#### Televisione
- Quelli della speciale, regia di Bruno Corbucci - serie TV (1993)
- Il ritorno di Sandokan, regia di Enzo G. Castellari - serie TV (1996)
- Sorellina e il principe del sogno, regia di Lamberto Bava - serie TV (1996)
- Il quarto re, regia di Stefano Reali - film TV (1997)
- Il cuore e la spada, regia di Fabrizio Costa - serie TV (1998)
- Le ragazze di piazza di Spagna, regia di Francesco Lazzotti - serie TV (1998)
- Meglio tardi che mai, regia di Luca Manfredi - film TV (1999)
- L'impero, regia di Lamberto Bava - serie TV (2001)